# Kroncong
Kroncong oder keroncong ist eine in Indonesien und Malaysia verbreitete viersaitige Kastenhalslaute ähnlich einer Ukulele oder kleinen Gitarre, die in einem ebenfalls kroncong genannten Popularmusikstil portugiesischer Herkunft gespielt wird.

## Bauform

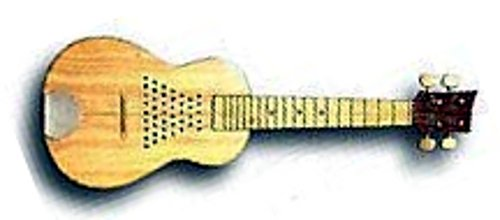
Kroncong mit gitterartiger Schallochabdeckung

Die kroncong ist eine viersaitige Kastenhalslaute, die auf dem von portugiesischen Seeleuten nach Indonesien gebrachten Cavaquinho basiert. Unterschiedene Varianten der kroncong sind keroncong cavaquinho und cuk (größere Form) oder cak (kleiner).

## Stil

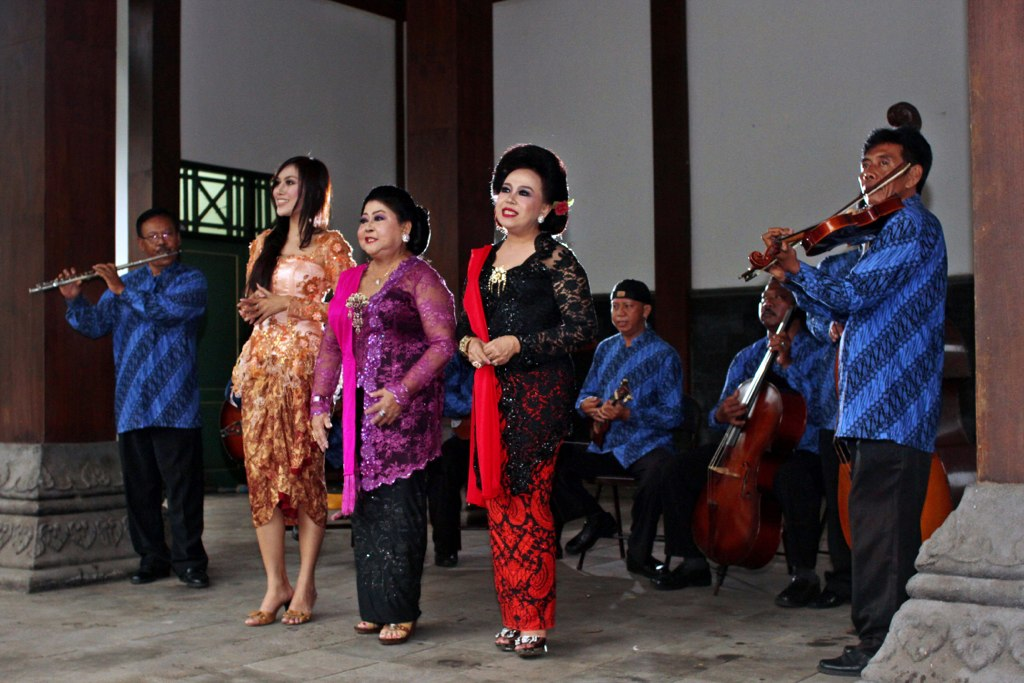
Die indonesische Kroncong-Sängerin Waldjinah (2013)

Als Musikrichtung bezeichnet kroncong eine sentimentale Popularmusik, die auf portugiesische Einflüsse ab dem 16. Jahrhundert zurückgeführt wird. In den 1920er Jahren wurde „echtes“ kroncong (kroncong asli) durch eine noch stärker westlich beeinflusste Form (langgam kroncong) ergänzt. Bis heute sind zahlreiche Hybridformen von kroncong und Rockmusik (rockcong) oder Jazz (kroncong-jazz) hinzugekommen.